# Cratere Dalton
Dalton è il nome di un cratere lunare da impatto intitolato al fisico e chimico inglese John Dalton situato vicino al margine occidentale dell'emisfero rivolto verso la Terra. 
Dalton è contiguo al bordo orientale del cratere Einstein, a sud del cratere Balboa e nord del cratere Vasco da Gama. Il bordo del cratere non presenta molte tracce di erosione e le pendici interne sono terrazzate. Il pianoro interno presenta un sistema di rimae approssimativamente concentrico con la struttura complessiva della formazione. Vicino al margine interno del bordo meridionale vi è un piccolo cratere, mentre un secondo è presente subito a nord del piccolo picco centrale.